# Carpentum

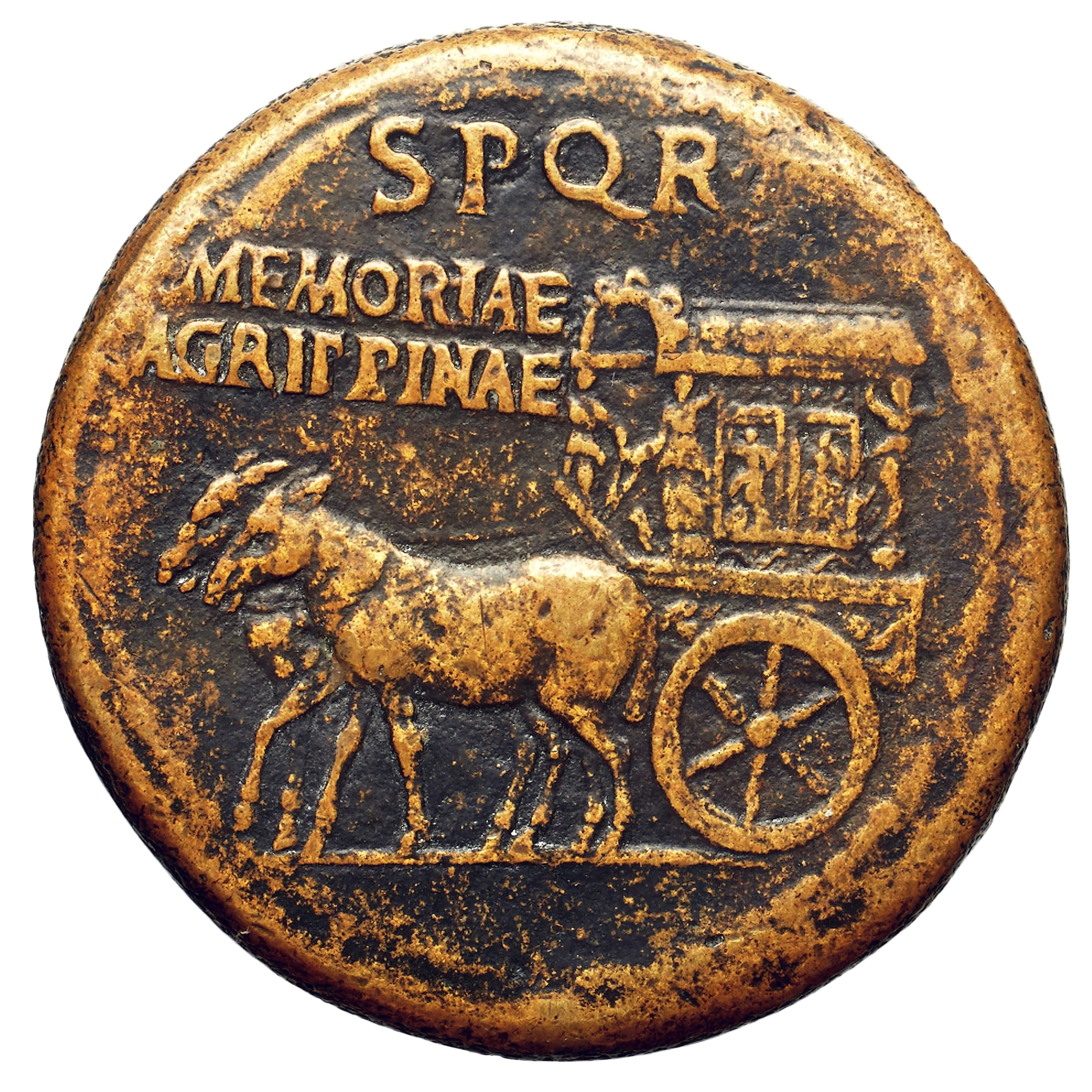
Representación del carpentum típico sobre un sestercio de Calígula.

El carpentum (en plural, carpenta) fue un tipo de carro usado en la antigua Roma, especialmente por mujeres de alto rango.

## Descripción
Normalmente de dos ruedas y más raramente de cuatro ruedas, el carpentum era tirado por dos mulas o caballos.
Era utilizado por las matronas y las vestales; después de Augusto fue utilizado también por las emperatrices.

## Historia

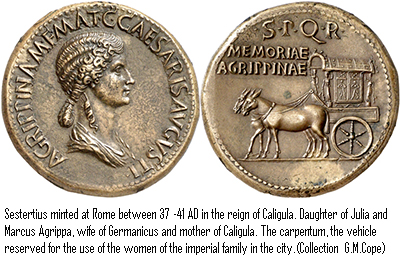
Sestercio en memoria de Agripina la Mayor (37-41 d. C.) mostrando en el reverso el carpentum donde fueron transportadas sus cenizas.

Estos carros cubiertos empezaron a usarse en la península itálica a partir de 500 a. C. Dentro de la ciudad de Roma, para descongestionar el excesivo tráfico en las sinuosas calles, Julio César prohibió el tráfico rodado durante el día, excepto los carros comerciales y los carpentum de las damas, que los solían emplear muy adornados solo para los días festivos. El edicto permaneció en vigor durante siglos. De ahí que los acomodados se desplazaran por lo común en literas. El carpentum suele aparecer en época imperial en el reverso de monedas con el retrato de emperatrices en el anverso. No sería hasta el siglo III d. C. que en el imperio romano se otorgó el derecho a utilizar carros y carromatos en la ciudad a los altos funcionarios y al mismo emperador.

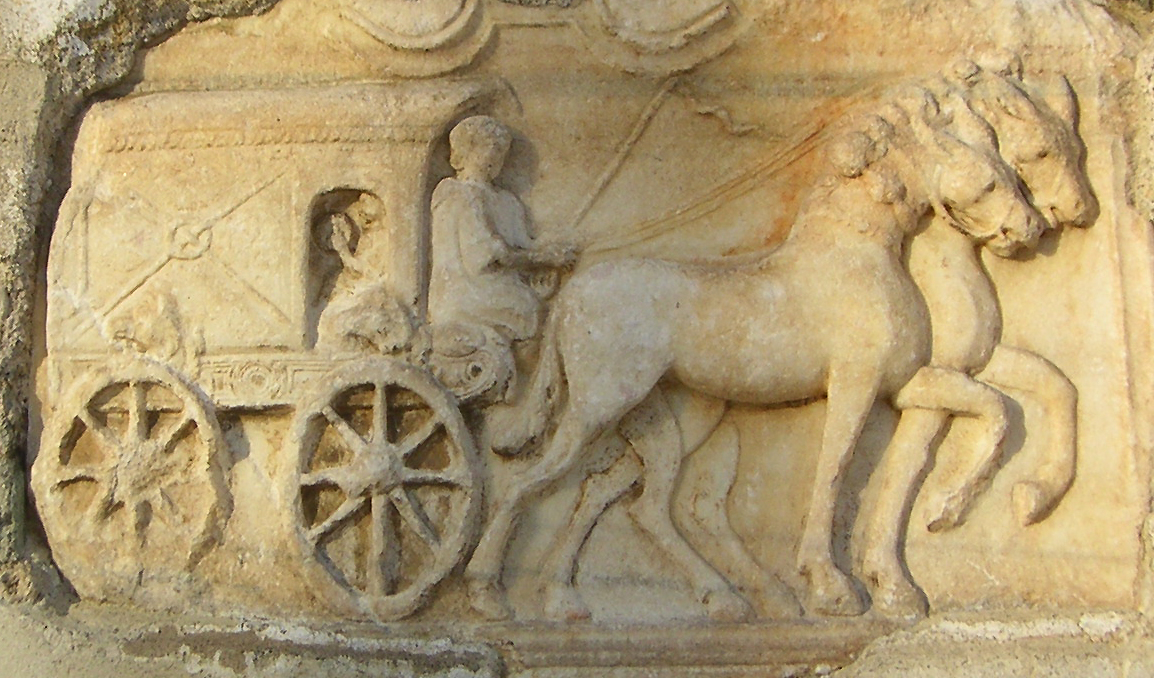
Carpentum de cuatro ruedas.